# 永遠の少女
『永遠の少女』（えいえんのしょうじょ）は、松田聖子の通算32枚目のオリジナル・アルバム。1999年12月18日発売。発売元はマーキュリー・ミュージックエンタテインメント。

## 解説
1988年5月11日発売のアルバム『Citron』から11年ぶりに作詞家・松本隆を招いた。松本は約10年ぶりに松田とスタジオで再会した際、「戦友に逢った感じで、まさに「SWEET MEMORIES」のような気持ちだった。」と語っている。1989年12月6日発売アルバム『Precious Moment』からは自身で作詞を行う松田が作詞に一切関わらないアルバムも同じく11年ぶりである。
初起用作家が多い点も特徴。笹路正徳は数年ぶりの起用。アートワーク撮影全般は、篠山紀信が担当。
先行シングル「哀しみのボート」は、フジテレビ系で放送されたテレビドラマ『OUT〜妻たちの犯罪〜』の挿入歌。C/W「葡萄姫」は未収録。後に歌手デビュー25周年記念ベスト・アルバム『Seiko Smile〜Seiko Matsuda 25th Anniversary Best Selection〜』（2005年）に収録。
1990年代に入ると、初夏にオリジナル・アルバム、年末に「冬」をテーマにした企画アルバムをリリースするパターンが多かったため、冬にオリジナル・アルバムが発売されるのは非常に珍しいケースだった。
歌詞カードにミスプリントがあったため、「カモメの舞う岬」の修正歌詞を記載した紙が封入されている。

## 収録曲
全作詞:松本隆（特記以外）
1. 月のしずく（4:54）
  - 作曲:宮島りつ子　編曲:井上鑑
2. ペーパードライバー（4:00）
  - 作曲:千沢仁　編曲:岡本更輝
3. 哀しみのボート（4:20）
  - 作曲:大久保薫　編曲:岡本更輝
4. 櫻の園（5:17）
  - 作曲:大村雅朗　編曲:石川鉄男
  - 詳細後述
5. 恋はいつでも95点（4:50）
  - 作詞:ALICE　作曲:羽場仁志　編曲:井上鑑
  - ALICEは神田沙也加のペンネーム（沙也加の歌手デビュー後に公表）。
  - 2000年発売の20周年記念第1弾シングル「20th Party」（2000年）C/Wとしてリカットされた。
6. samui yoru（3:33）
  - 作詞:吉法師　作曲:佐々木孝之　編曲:笹路正徳
7. エメラルド海岸（4:55）
  - 作曲:柴草玲　編曲:大平太一
8. カモメの舞う岬（5:54）
  - 作曲:島野聡　編曲:石川鉄男
9. 心のキャッチボール（4:31）
  - 作曲:福士健太郎　編曲:笹路正徳
10. 哀しみのボート（Millennium）（4:07）
  - 作曲:大久保薫　編曲:井上鑑

## 「櫻の園」について
「櫻の園」（さくらのその）は、松田の楽曲を数多く手掛け、1997年6月に亡くなった音楽家・大村雅朗の遺作。本曲は元々、別の歌手のため松本が大村に作曲を依頼していたが、お蔵入りとなり、そのまま松本が保管していた。その後、大村が逝去。彼への恩返しを果たしたかった松本は「聖子さんが歌ってくれたら彼も喜んでくれるだろう」と、松田のアルバム作品への参加に至り、編曲に生前から大村を師として仰ぐ石川鉄男を迎え、改めて詞を書き上げ完成させた。大村と親交の深かった松本による歌詞は、故人を偲ぶような内容で、大村へ捧げる追悼曲となった。
松本は本作の作詞を依頼され、プロデューサーの若松宗雄に対し本曲を本作に入れることを条件に依頼を受け、若松も了承した。しかし松本曰く「（大村への追悼曲であることは）怖くて誰も言えなかった」ため、松田には敢えて譜面に作曲者を入れず、誰かも告げず、譜面を渡しレコーディングをさせたが、何度か通しで練習するうちに歌詞の内容から感づいたという。そのまま録り始めたが、2テイク目の1コーラス目を越えたあたりで感情が抑えきれなくなり、松田は号泣して歌えなくなった。結局、事情を説明。30分ほど1人になる時間を与えレコーディングが再開された。
松田が泣き出した時のことが、松本へのインタビュー記事「亡くなってしまった人は他にもいるけど、恩返しをしたのは大村くんくらいじゃないかな。」（P21-22）ではこのように記されている。
「櫻の園」は本作でも特に支持されていると云える楽曲で、2003年11月27日にSony Recordsから発売されたリクエスト・ベスト・アルバム『Another Side of Seiko 27』、『Seiko Smile〜Seiko Matsuda 25th Anniversary Best Selection〜』、『We Love SEIKO -35th Anniversary 松田聖子究極オールタイムベスト50Songs-』にも収録。
2018年、大村が作曲・編曲に携わった楽曲のみを厳選収録『SEIKO MEMORIES 〜Masaaki Omura Works〜』には、槇原敬之が再編曲を手掛けた「櫻の園」がボーナス・トラックとして収録。

## 関連作品
- 哀しみのボート
  - シングル「哀しみのボート#関連作品」を参照
- 櫻の園
  - Another side of Seiko 27
  - Seiko Smile Seiko Matsuda 25th Anniversary Best Selection
  - We Love SEIKO -35th Anniversary 松田聖子究極オールタイムベスト50Songs-
- 櫻の園（rearrange version）
  - SEIKO MEMORIES 〜Masaaki Omura Works〜
  - SEIKO STORY〜90s-00s HITS COLLECTION〜
  - Seiko Matsuda 40th Anniversary Bible -bright moment-
- エメラルド海岸
  - エトランゼ
- 恋はいつでも95点
  - 20th Party（シングルのC/W）